# Avisos o sian reglas senzillas a un principiant cuyner o cuynera adaptadas a la capacitat dels menos instruhits
Avisos o sian reglas senzillas a un principiant cuyner o cuynera adaptadas a la capacitat dels menos instruhits és un breu receptari de cuina catalana publicat l'any 1857 per Felip Cirera, un famós cuiner del bisbe de Vic i que signava com a Felipe de Palácio. No es tracta, però, d'un llibre de cuina conventual, sinó que està adreçat a tohom: l'autor comenta a la introducció que escriu el llibre «a instàncies d'uns amics», amb el que coneix de la seva experiència personal i «conforme a las costums del país en què vivim». Inclou un apartat de consells introductoris generals d'un estil similar a altres receptaris de l'època, com per exemple de La cuynera catalana, escrit vint-i-cinc anys abans. També una secció per a malalts i una altra per a la conservació dels aliments, a la qual explica com fer les llonganisses de Vic, entre altres coses.
Fins a La cuynera catalana, els receptaris es dirigien als cuiners professionals o al cap (un home) de la família. Aquest llibre introdueix la novetat que qui cuina pot ser tant un home com una dona («a un principiant cuyner o cuynera»), però més tard especifica que les receptes s'adrecen a «als principiants en l'ofici de cuiner, guiar a les mestressas que han de donar alguna regla a las criadas, y fer algun bé a les famílias». Ja al títol es remarca molt la tènue formació educativa del públic al qual va dirigit el receptari.
Fins al segle xviii, els receptaris publicats en castellà estaven dirigits a la noblesa i l'aristocràcia i conseqüentment corresponien a una cuina artificiosa, complicada i allunyada de la tradicional. Més tard, amb l'obra de Juan Altamiras s'estén al món eclesiàstic. L'Avisos o sian reglas senzillas representa una voluntat de continuïtat del canvi introduït per La cuynera catalana, que s'escriu en català per arribar a tot el poble i que mostra que en aquesta època el català era la llengua parlada i que entenien les classes treballadores. Els receptaris per al poble, com els per a eclesiàstics a partir del segle xix, es diferencien dels per als burgesos en què útilitzen una cuina d'aparença senzilla, en la tradició dels plats de la cultura catalana, incorporant alguns principis d'economia, com per exemple la racionalització d'espècies, que es proposen usar ben escollides i en poca quantitat a causa del seu elevat cost a l'època, o un consell final que explica com anotar tot el que es gasta en compres per a menjar en una llibreta.